# Vorstieg

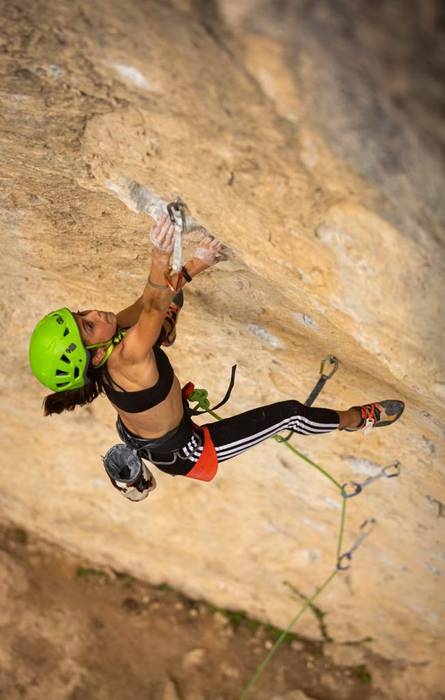
Eine Kletterin beim Vorstiegsklettern.

Der Vorstieg ist ein Begriff aus dem Bergsport und dem Alpinismus, der das Vorangehen in einer Kletterroute, eingebunden in ein Kletterseil, bezeichnet. Das Seil dient zusammen mit den vom Vorsteiger gelegten Zwischensicherungen als Schutz gegen Absturz. Das Seil kann horizontal (bei Quergängen) oder vertikal zur sichernden Person auf dem Standplatz verlaufen.
In Wettkämpfen wird die Disziplin als Leadklettern (kurz Lead) bezeichnet. 

## Klettersport
Der Vorstieg ist das Klettern einer Kletterroute mit Seilsicherung von unten. Es handelt sich dabei um die physisch und psychisch anspruchsvollste gesicherte Begehung einer Kletterroute, da die Fallhöhe beim Sturz größer ist als bei allen anderen Sicherungstechniken und der Kraftaufwand durch das Einhängen des Seils in die Zwischensicherungen größer ist.
Zusätzlich zu seinem eigenen Körpergewicht hat der Kletterer im Vorstieg gegebenenfalls das Gewicht des verwendeten Sicherungsmaterials (z. B. Expressschlingen) und das Gewicht des Seiles zu tragen. Der vom Boden (oder dem Standplatz) aus sichernde Kletterpartner muss den Vorsteiger ständig im Auge haben, um im Falle eines Sturzes das Seil sofort zu blockieren und Maßnahmen zu ergreifen, um nicht unkontrolliert gegen die Wand geschleudert oder ausgehoben zu werden.
Der Vorsteiger fällt bei einem Sturz in die letzte Zwischensicherung, oder, falls noch keine Zwischensicherung angebracht wurde, auf den Boden bzw. in den Standplatz. Die Sturzweite liegt bei bis etwa der dreifachen Länge, die sich der Kletterer über der letzten Zwischensicherung befindet. Liegt beispielsweise die letzte Zwischensicherung fünf Meter unter dem Vorsteiger, so fällt er etwa 15 Meter. Der Kletterer fällt hierbei 10 Meter, bevor sich das Seil straffen kann. Durch die Fangstoßdehnung des Seils von etwa 25 % und die dynamische Sicherung (Seildurchlauf, Zug nach oben und an die Wand, so der sichernde Kletterpartner keine Selbstsicherung hat) kommen in etwa weitere 5 Meter Länge hinzu.
Die Sturzlänge kann vom Sicherer beeinflusst werden. So kann er sie verkürzen, um einen Bodensturz oder Sturz auf ein Hindernis zu vermeiden, indem er sich dem Seilzug entgegenstemmt. Um den Sturz möglichst weich zu machen und die Belastung für den Körper des Vorsteigers durch den Fangstoß zu reduzieren, kann er die Sturzlänge auch verlängern, indem er dem Seilzug nachgibt oder in Richtung des ersten Sicherungspunkts abspringt.
Der maximale Sturzfaktor (Quotient aus Sturzhöhe und Länge des ausgegebenen Seils) bei Vorstiegsstürzen in Kletterhallen und -gärten beträgt 1 (entspricht einem Sturz auf dem Boden), bei Mehrseillängenrouten beträgt der maximale Sturzfaktor 2.
Andere Sicherungsmethoden beim Klettern sind Toprope und Nachstieg, bei denen das Sicherungsseil jeweils von oben kommt.

## Alpines Gelände
Ein zusätzliches Risiko bei dem Sturz in eine Zwischensicherung besteht durch mangelhafte Zwischensicherungen bei schlecht gesetzten Klemmkeilen, Friends und Felshaken, sowie zu schwache Sanduhren, die beim Sturz überlastet werden und ausbrechen können. Eine Redundanz ist durch enge Abstände der Zwischensicherungen möglich, oder beim Klettern mit zwei Halbseilen durch nebeneinanderliegende Zwischensicherungen mit jeweils einem der beiden Seile.
Im Vorstieg ist es wichtig, nur Seile mit ausreichender Festigkeit zu verwenden, da Kletterseile durch Alterung, starke und wiederholte Sturzbelastungen oder Verschleiß (an scharfen Kanten oder Graten im Material oder am Fels) den Fangstoß in Extremfällen nicht mehr auffangen können. Hat der Vorsteigende einen geeigneten Standplatz erreicht und diesen eingerichtet, können die anderen Kletterer der Seilschaft im Nachstieg folgen.

## Gesicherter Vorstieg (Absturzsicherung) bei technischen Hilfsorganisationen
Mit dem Begriff gesicherter Vorstieg bezeichnet die Feuerwehr sowohl das horizontale als auch das vertikale Vorwärtsbewegen in einem absturzgefährdeten Bereich. Im Gegensatz zum Vorstieg in der Kletterhalle wird dabei jedoch das Sicherungsgerät (in der Regel HMS-Karabiner im Halbmastwurf) nicht am Sicherungsmann, sondern an einem fest stehenden Objekt befestigt (eine sogenannte „indirekte Sicherung“). So wird im Falle eines Sturzes der vorsteigenden Person das Ausheben des Sicherungsmannes verhindert. Das hierfür benötigte Material ist im Gerätesatz Absturzsicherung auf Lösch- und Hubrettungsfahrzeugen untergebracht.